# Église Saint-Jean-de-Jérusalem de Winkburn
L'église de Saint-Jean-de-Jérusalem de Winkburn (anglais : St John of Jerusalem's Church, Winkburn) est une église paroissiale anglicane située dans le village de Winkburn, dans le Nottinghamshire en Angleterre. Elle est protégée comme monument classé de grade I depuis le 11 août 1961.

## Historique
L'église est édifiée au XIIe siècle. La tour est reconstruite au XVIIe siècle, et l'église est dotée d'un nouveau toit en 1853.
De 1199 à 1832, l'église accueille une cellule de l'ordre des Hospitaliers.